# Grzegorz Fiuk
Grzegorz Fiuk (ur. 8 sierpnia 1958 w Byczynie) – polski informatyk. Specjalista w dziedzinie wdrażania rozwiązań informatycznych w zakresie społeczeństwa informacyjnego, wspomagających zarządzanie i usprawniające prace administracji publicznej oraz ochrony zdrowia dla zwiększenia skuteczności obsługi interesantów i pacjentów. Pionier informatyki w mieście Szczecinie. Główny pomysłodawca oraz twórca szczecińskiej Doliny Krzemowej - Technoparku Pomerania. Konsultant i doradca w szeregu projektów informatycznych na terenie kraju oraz wielu projektów centralnych.

## Życiorys

### Wykształcenie
Studiował na Politechnice Szczecińskiej, gdzie w 1984 uzyskał tytuł zawodowy magistra inżyniera Wydziału Budownictwa i Architektury kierunek Budownictwo, specjalizacja "Projektowanie dróg i mostów". Po studiach pracował jako pracownik naukowy i techniczny na macierzystej uczelni zajmując się komputerowym projektowaniem dróg i mostów m.in. na komputerze ZX-81. W 2010 roku zakończył Studia Podyplomowe „Executive MBA in IT” na Zachodniopomorskiej Szkole Biznesu.

### Praca zawodowa
W latach 1991–1999 Dyrektor Wydziału Informatyki w Urzędzie Miejskim w Szczecinie. Główny odpowiedzialny za komputeryzację i informatyzację Urzędu Miejskiego we wszystkich dziedzinach (finanse, systemy informacyjne, systemy WWW, prace biurowe, infrastruktura techniczna). Za jego kadencji stworzono kompleksową sieć LAN na terenie urzędu - Intranet UMINET (2 tys. punktów logicznych w 1995 r.) oraz w jednostkach podległych, a także pierwsze bazy danych gromadzące rejestry mieszkańców, samochodów. Brał udział w przygotowaniu i wdrożeniu Biura Obsługi Interesantów oraz systemu informatycznego do obsługi Biura. W 1992 roku podjął decyzję o utworzeniu mapy cyfrowej Szczecina jako pierwszego miasta w kraju - w ramach Szczecińskiego Systemu Informacji Geograficznej SSIG oraz System Informacji o Terenie SIT. Mapa miała służyć planowaniu miastem i zarządzaniu przestrzennemu. Składała się z wielu warstw i bazowała po części na oprogramowaniu MapInfo v.3.0. Za te działania Urząd Miejski otrzymał w roku 1998 ogólnopolską nagrodę Lider Informatyki w kategorii Administracja Państwowa - za najlepiej zinformatyzowane miasto w kraju.
W latach 1998–2005 pracował w Zachodniopomorskim Urzędzie Wojewódzkim jako Informatyk Wojewódzki. Odpowiedzialny za informatyzację urzędu, system GIS, system bezpieczeństwa, infrastrukturę, kompleksową komputeryzację urzędu we wszystkich dziedzinach (finanse, systemy informacyjne, systemy WWW, infrastruktura techniczna). Wdrożenie informatycznego systemu komputerowego obiegu korespondencji SKOK dla korespondencji i obsługi interesantów. Systemy ogólnopolskie: dowody osobiste, paszportowy, cudzoziemcy, SIMIK, Program Rozwoju Instytucjonalnego PRI. Zrealizował projekt "e-Urząd Wojewódzki" dla 13 UW w kraju. Odpowiedzialny za minimalizację problemów tzw. pluskwy milenijnej.
Od 1999 do 2002 roku objął posadę Naczelnego Inżyniera Informatyki w Zakładach Chemicznych Police. Odpowiedzialny za kompleksową komputeryzację i informatyzację przedsiębiorstwa oraz spraw związanych z geodezją, łącznością i telekomunikacją. Kierownik projektu SAP w ZCh Police.
Lata 2005-2007 spędził w Warszawie pracując w Ministerstwach. W Ministerstwie Finansów jako Dyrektor Departamentu ds. Informatyzacji odpowiedzialny był za projekt e-Deklaracje "Obsługa elektronicznych deklaracji podatkowych przedsiębiorców", a w Ministerstwie Spraw Wewnętrznych i Administracji, również jako Dyrektor Departamentu ds. Informatyzacji, był pomysłodawcą i głównym odpowiedzialnym za projekt PESEL2 "Integracja i przebudowa systemu rejestrów państwowych" oraz pl.ID "Elektroniczny dowód osobisty".

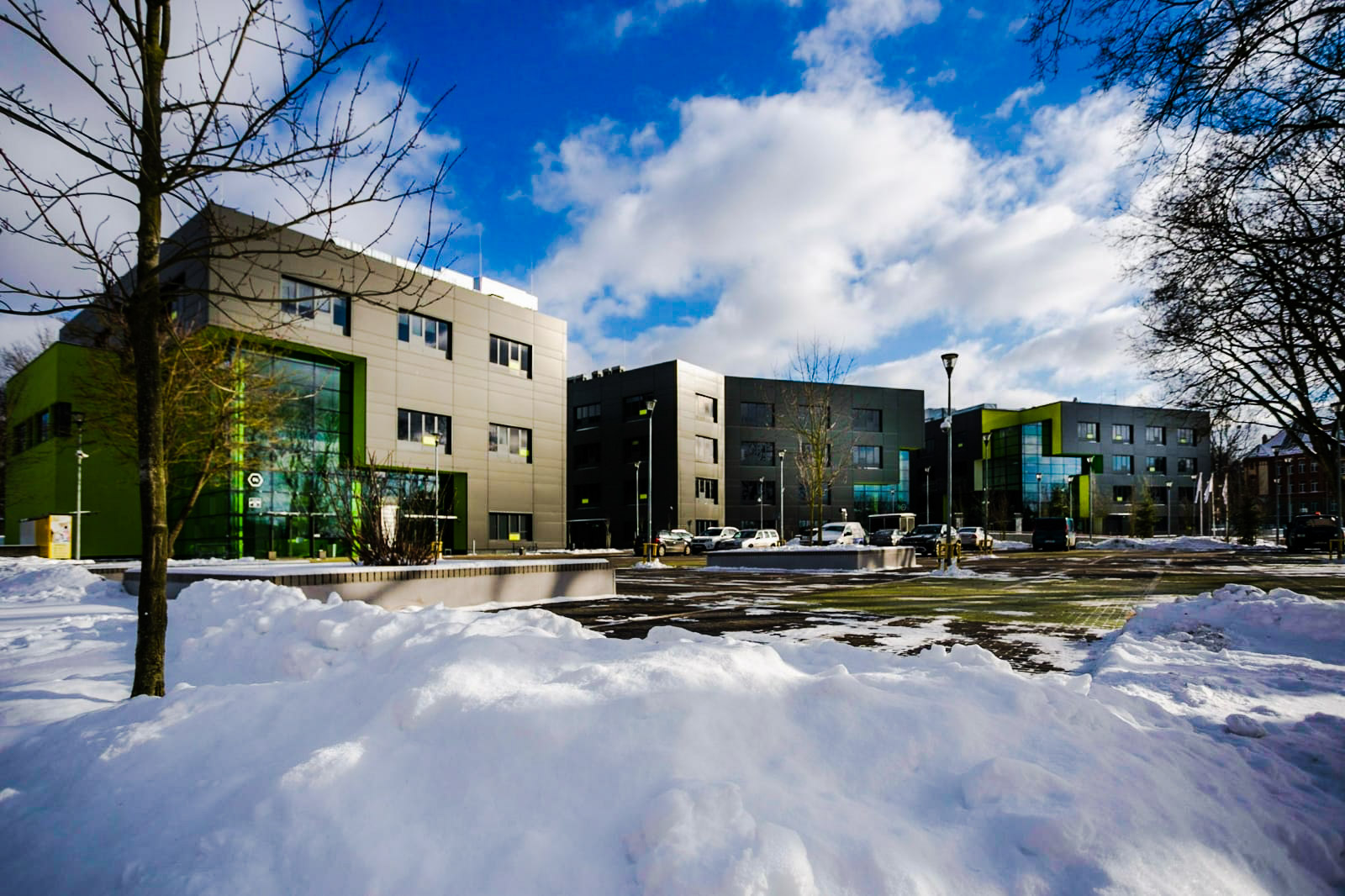
Technopark Pomerania od strony Data Center

Od 2007 roku do 2013 roku sprawował funkcję Prezesa Zarządu Szczecińskiego Parku Naukowo-Technologicznego sp. z o.o. W tym czasie pełnił rolę Kierownika Projektu w wielu realizowanych przez SPNT projektach konsultingowych z branży ICT. Zaraz po objęciu stanowiska Prezesa zainicjował projekt szczecińskiej Doliny Krzemowej - Technoparku Pomerania. SPNT rozpoczęło starania o dofinansowanie unijne. Złożono wniosek na budowę obiektów biurowych i data center (na 170 szaf serwerowych) o powierzchni łącznej blisko 12 000 m²  dla firm inkubowanych i innowacyjnych o wartość 100 mln zł. Urząd Marszałkowski pod przewodnictwem Marszałka Władysława Husejki udzielił wsparcia unijnego projektowi w wysokości 40% dofinansowania. Resztę środków pozyskano ze wsparcia organu zarządzającego - Miasta Szczecin pod przewodnictwem Prezydenta Piotra Krzystka oraz środków własnych SPNT. Na jesieni 2010 roku otworzono pierwszy z  budynków Technoparku - wyremontowany neogotycki budynek dawnej szkoły przy ulicy Niemierzyńskiej w Szczecinie, w którym zaczął działać pierwszy inkubator biznesu Technoparku Pomerania i kilkanaście firm IT oraz organizacji branżowych związanych z informatyką i nowymi technologiami. Od tego momentu rozpoczęły się również prace nad kolejnymi nowymi 3 budynkami. W kwietniu 2012 roku, przy 30% zaawansowaniu prac, wmurowano kamień węgielny. W wydarzeniu uczestniczyli, Marszałek Województwa Zachodniopomorskiego Olgierd Geblewicz, prezydent Szczecina - Piotr Krzystek oraz Prezes Technoparku Pomerania Grzegorz Fiuk. Od 2010 do 2013 roku pełnił również rolę Prezesa Stowarzyszenia Klaster ICT Pomorze Zachodnie, które zrzeszało w tamtym czasie ok. 60 firm z branży ICT. Pomysłodawca Konwentów Informatyków organizowanych pod kuratelą SPNT dla informatyków administracji publicznej w wielu województwach kraju.
Od 2013 Prezes Zarządu firmy FXGrail sp. z o.o. działającej w obszarach doradztwa i konsultingu IT w administracji publicznej i ochronie zdrowia. Realizuje szereg projektów z zakresu eZdrowia takich jak przystosowywanie placówek medycznych do wdrożenia Elektronicznej Dokumentacji Medycznej EDM oraz eUsług medycznych.
- Członek założyciel Stowarzyszenia Klaster ICT Pomorze Zachodnie www.klaster.it
- Członek Rady Ekspertów projektów ePUAP i pl.ID przy MSWiA
- Członek Zespołu Informatyków przy Radzie SI Konwentu Marszałków – 2009-2010[18],
- Pełnomocnik Marszałka Województwa Zachodniopomorskiego ds. społeczeństwa informacyjnego – aplikacje i usługi elektroniczne – od 16.07.2008r – 31.12.2010r.
- Członek Zachodniopomorskiej Rady Społeczeństwa Informacyjnego -2008-2010r.
- Członek Regionalnej Rady ds. Gospodarki, Innowacji, Technologii Województwa Zachodniopomorskiego 2009-2010r.
- Pełnomocnik Wojewody Zachodniopomorskiego ds. społeczeństwa informacyjnego w okresie VI.2006-VII.2008
- Członek Rady Informatyzacji I kadencji (2005-2007) przy Ministrze ds. informatyzacji (MSWiA)
- Ekspert Wojewódzkiego Urzędu Pracy w zakresie oceny wniosków doktorantów o stypendium w ramach konkursu „Inwestycja w wiedzę motorem rozwoju innowacyjności w regionie” dla Program Operacyjny Kapitał Ludzki Priorytet VIII, Działanie 8.2 Transfer wiedzy, Poddziałanie 8.2.2 Regionalne Strategie Innowacji w latach 2009-2010.
- Członek Komitetu Sterującego i Monitorującego Sektorowego Programu Operacyjnego Wzrost Konkurencyjności Przedsiębiorstw (SPO WKP) w okresie czerwiec 2006 – luty 2007,
- Członek Komitetu Sterującego dla „Strategii budowy społeczeństwa informacyjnego w Województwie Zachodniopomorskim – czerwiec 2005,
- Członek Panelu Ekspertów z listy Wojewody Zachodniopomorskiego w ramach „Zintegrowanego Programu Operacyjnego Rozwoju Regionalnego – Działanie 1.5 Infrastruktura Społeczeństwa Informacyjnego”,
- Członek Komisji Oceny Wniosków w Zachodniopomorskiej Agencji Rozwoju Regionalnego w ramach „Zintegrowanego Programu Operacyjnego Rozwoju Regionalnego – Działanie 2.6 Regionalne strategie innowacyjne i transfer wiedzy”,
- Członek Komisji Oceniającej wnioski PHARE 2002 Spójność Społeczno-Gospodarcza Przedsiębiorczość w Polsce – Regionalny Program Wsparcia dla MSP – Program Rozwoju Przedsiębiorstw  2002/000-580-06.05-1-16
- Członek Komisji Oceniającej wnioski PHARE 2001 Spójność Społeczna i Gospodarcza – Promocja Rozwoju MSP – „Program rozwoju Przedsiębiorstw Internetowych” PL.01.06.09.02
- Członek Komisji Oceniającej wnioski Program Operacyjny Polska Cyfrowa Działanie 2.3 "Cyfrowa dostępność i użyteczność informacji sektora publicznego" POPC 2.3 w latach 2016-2020

## Nagrody i wyróżnienia
- InfoStar 2006 - nominowany w kategorii „Rozwiązania Informatyczne”[19],
- Finalista w konkursie TeleInfo za 2003r w kategorii administracja i służby publiczne,
- V miejsce w konkursie TeleInfo za 2002r w kategorii administracja i służby publiczne,
- II miejsce w konkursie TeleInfo za 2001r w kategorii przemysł chemiczny i farmaceutyczny,
- Lider Informatyki w kategorii Administracja Państwowa ogłaszanego przez tygodnik menedżerów i informatyków ComputerWorld  w 1998 roku[3],
- Finalista konkursu "Lider Informatyki" w kategorii Administracja Państwowa ogłaszanego przez tygodnik menedżerów i informatyków ComputerWorld  w 1997 roku,
- Wyróżnienie za promowanie technologii informatycznych na IV międzynarodowych Targach Zastosowań Informatyki w Przemyśle i CAD/CAM w 1996 roku,